# 八吉境檨仔林朝興宮馬兵營保和宮
八吉境檨仔林朝興宮馬兵營保和宮，是由檨仔林朝興宮、馬兵營保和宮及後圍仔佛祖廳兩宮一廳組合而成。

## 沿革

### 檨仔林朝興宮
主祀天上聖母，是當時府城寧南坊唯一供奉媽祖廟宇，所以檨仔林媽又稱寧南媽。始建於咸豐元年，由庄民邱朝興在磚仔橋街以其名設立朝興壇。

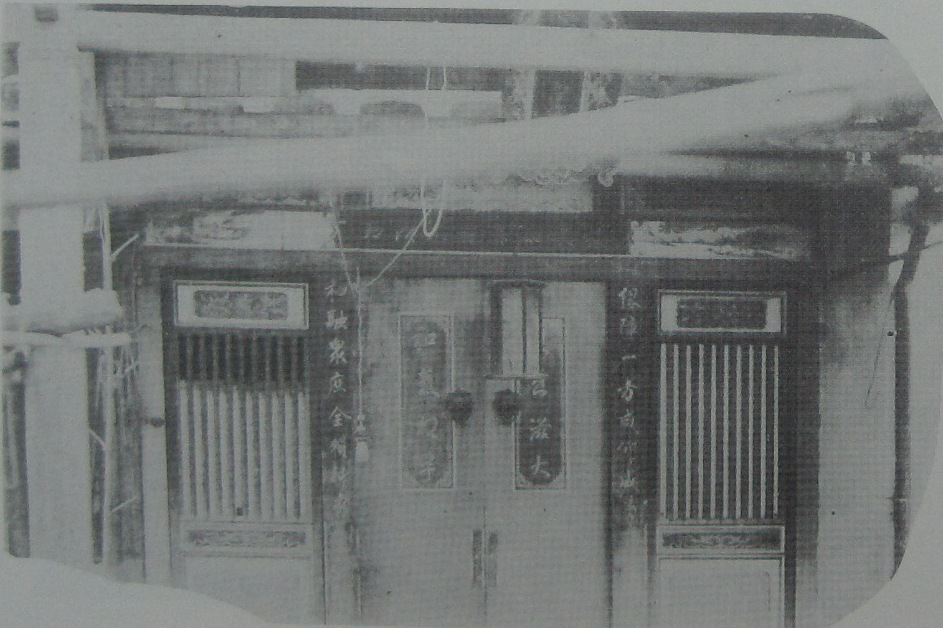
1933年前的臺南保和宮.jpg

### 馬兵營保和宮
主祀池府千歲，為八吉境之主廟，日治時期廟毀後與朝興宮合併遷建。

## 外部連結
- 八吉境檨仔林朝興宮馬兵營保和宮的Facebook專頁